# Joseph Mascis
Joseph Donald Mascis Jr. (Amherst, 10 december 1965), bekend onder de artiestennaam J Mascis, is een Amerikaans muzikant en producent. 
Mascis begon zijn muzikale carrière in de hardcoreband Deep Wound. In 1984 richtte hij samen met Lou Barlow de band Dinosaur Jr. op, waarin hij gitaar speelde en zong, met een op Neil Young-gelijkende stem.
In 1992 schreef Mascis de muziek voor de film Gas Flood Lodging (Allison Anders), en maakte hij een cameo in de film zelf. In de daarop volgende jaren werkte hij vaker samen met Anders, onder meer in Grace Of My Heart.
Mascis produceerde ondertussen platen voor fIREHOSE en Tad, en bracht in 1996, een jaar voor het uiteengaan van Dinosaur Jr., zijn solodebuut Martin And Me uit. Hij startte een nieuwe band, J Mascis + The Fog, waarmee hij in 2000 More Light en in 2002 Free So Free uitbracht.
Fender bracht in juli 2007 een paarse J Mascis Fender Jazzmaster op de markt.
Tijdens het Lowlands-festival 2007 speelde Mascis mee met Sonic Youth.